# Valerian Pidmohîlnîi
Valerian Pidmohîlnîi (în {{uk|Валеріан Підмогильний; n. 20 ianuarie/2 februarie 1901, Pîsarivka, Pavlogradsky Uyezd⁠(d), Gubernia Ekaterinoslav, Imperiul Rus – d. 3 noiembrie 1937, Sandarmokh⁠(d), RSFS Rusă, URSS) a fost un important romancier ucrainean, celebru pentru romanul său realist Misto („Orașul”).